# Virginio Caparvi
Virginio Caparvi (Foligno, 25 settembre 1982) è un politico italiano, deputato per la Lega oltreché sindaco di Nocera Umbra dal 5 ottobre 2021.

## Biografia
Libero professionista nel settore dello sviluppo web con laurea triennale informatica, è iscritto alla Lega Nord ed è stato eletto consigliere comunale a Nocera Umbra nel 2011 e successivamente nominato assessore al Bilancio nella giunta di centrodestra presieduta da Giovanni Bontempi. Alle elezioni politiche del 2013 viene candidato alla Camera dei Deputati nella circoscrizione Umbria per la Lega Nord, ma non è eletto.
Nel 2015 viene nominato vice segretario della Lega Nord per l’Umbria dal senatore Stefano Candiani. Rieletto consigliere comunale di Nocera Umbra nel 2016 con 277 preferenze, viene nominato assessore alla cultura, al turismo, al sociale e servizi scolastici, con la qualifica di vice sindaco e di vicepresidente del Consiglio comunale. Nello stesso anno è candidato a consigliere della provincia di Perugia per la lista di centrodestra Provincia Libera, ma non è eletto.
Alle elezioni politiche del 2018 viene eletto deputato nel collegio plurinominale Umbria - 01 nelle liste della Lega, venendo poi nominato membro della commissione Lavoro. Il 27 maggio 2018, durante il primo congresso dell'Umbria, viene eletto segretario regionale della Lega, in sostituzione del senatore Stefano Candiani.
Alle elezioni amministrative del 2021 si candida a sindaco di Nocera Umbra per la lista civica di centrodestra Futura Nocera, venendo eletto con il 58,34%.
Ricandidato alle elezioni politiche del 2022 nel collegio uninominale Umbria - 02 (Perugia) per il centrodestra in quota Lega, viene rieletto con il 44,71% dei voti, superando Stefano Vinti del centrosinistra (27,50%) e Alessandra Ruffini del Movimento 5 Stelle (12,54%).